# Lutz Doering
Lutz Doering (* 31. Mai 1966 in Nürnberg) ist ein deutscher evangelischer Theologe und Judaist. Er ist Universitätsprofessor für Neues Testament und antikes Judentum an der Evangelisch-Theologischen Fakultät der Universität Münster und Direktor des Institutum Judaicum Delitzschianum.

## Leben und Tätigkeit
Lutz Doering studierte von 1985 bis 1992 Theologie und Judaistik in Erlangen, Jerusalem und Heidelberg. 1992/93 war er Studienleiter am Theologischen Studienjahr Jerusalem. Während der Promotionszeit wirkte er als Repetent für Neues Testament an der Theologischen Fakultät der Georg-August-Universität Göttingen. 1996/97 hielt er sich mit einem Stipendium des DAAD an der Hebräischen Universität Jerusalem und der Ecole Biblique et Archéologique Française auf. 1998 wurde Lutz Doering an der Theologischen Fakultät der Georg-August-Universität in Göttingen mit einer Arbeit zu Sabbathalacha und -praxis im antiken Judentum und Urchristentum summa cum laude promoviert. Nach einem Vikariat in Soest (1997–1999) arbeitete er bis 2003 als Wissenschaftlicher Assistent am Lehrstuhl für Neues Testament der Friedrich-Schiller-Universität Jena.
Von 2004 bis 2009 war Lutz Doering Lecturer in New Testament Studies am King’s College London, von 2009 bis 2014 Reader in New Testament and Ancient Judaism an der Durham University. 2013 habilitierte er sich an der Friedrich-Schiller-Universität Jena mit einer Arbeit (seinem second book) zu antiken jüdischen Briefen und den Anfängen der christlichen Epistolographie, in der er die grundlegende Bedeutung antiker jüdischer Briefkultur aufzeigte. Zum Sommersemester 2014 nahm er einen Ruf auf die Professur für Neues Testament und antikes Judentum an der Evangelisch-Theologischen Fakultät der Universität Münster an und ist seitdem auch Direktor des Institutum Judaicum Delitzschianum, das sich besonders der Erforschung des antiken Judentums und den christlich-jüdischen Beziehungen widmet. Von 2016 bis 2020 war er Prodekan für Finanzen und Haushaltsplanung der Evangelisch-Theologischen Fakultät, von 2020 bis 2022 deren Dekan.
Lutz Doering war u. a. Visiting Scholar am Oxford Centre for Hebrew and Jewish Studies (2010), Woods-Gumbel Fellow am Tantur Ecumenical Institute in Jerusalem (2010), AHRC Research Fellow (2011–2012), Fellow am Israel Institute for Advanced Studies der Hebräischen Universität Jerusalem (2014–2015) und Senior Fellow am Centre for Advanced Studies „Beyond Canon“ der Universität Regensburg (2023). Er war mehrfach Gastdozent am Theologischen Studienjahr Jerusalem.

## Werk und Forschung
Zu den Forschungsschwerpunkten von Lutz Doering gehören die Qumrantexte und die sogenannten Pseudepigraphen des Alten Testaments (insbesondere 1 Henoch, Jubiläenbuch, 4 Esra und 2 Baruch); jüdische Religion in hellenistisch-römischer Zeit, unter Einschluss von Institutionen (wie Tempel und Synagogen) und materieller Kultur; das rabbinische Judentum (besonders die tannaitische Literatur); Tora, Halacha und Feste im antiken Judentum und ihre Rezeption im frühen Christentum; Epistolographie und Kommunikation im antiken Judentum und frühen Christentum; der erste Petrusbrief sowie die synoptischen Evangelien. In Vorbereitung ist eine digitale Edition des 4. Esrabuchs in seinen verschiedenen Versionen. In seinen Arbeiten verbindet Lutz Doering philologische, historische und kulturwissenschaftliche Ansätze. Er gibt die Reihe Ioudaioi im Verlag Vandenhoeck & Ruprecht heraus und gehört zum Herausgeberkreis der Zeitschrift für die neutestamentliche Wissenschaft.

## Publikationen (in Auswahl)

### Monographien und Verwandtes
- Schabbat: Sabbathalacha und -praxis im antiken Judentum und Urchristentum (= Texts and Studies in Ancient Judaism 78). Mohr Siebeck, Tübingen 1999, ISBN 3-16-147202-0 (= Dissertation, Georg-August-Universität Göttingen, 1998).
- Ancient Jewish Letters and the Beginnings of Christian Epistolography (= Wissenschaftliche Untersuchungen zum Neuen Testament, 1. Reihe, 298). Mohr Siebeck, Tübingen 2012, ISBN 978-3-16-152236-9 (= Habilitation, Friedrich-Schiller-Universität Jena, 2013).
- Seder II: Moëd, 1: Schabbat: übersetzt und erklärt (= Rabbinische Texte, Erste Reihe: Die Tosefta, Bd. II,1). W. Kohlhammer, Stuttgart 2019, ISBN 978-3-17-019544-8.

### Herausgegebene Bücher (Auswahl)
- mit H.-G. Waubke und F. Wilk: Judaistik und neutestamentliche Wissenschaft: Standorte – Grenzen – Beziehungen (= Forschungen zur Religion und Literatur des Alten und Neuen Testaments 226). Vandenhoeck & Ruprecht, Göttingen 2008.
- mit J. Ben-Dov: The Construction of Time in Antiquity: Ritual, Art, and Identity. Cambridge University Press, New York 2017.
- mit P. Cecarelli u. a.: Letters and Communities: Studies in the Socio-Political Dimensions of Ancient Epistolography. Oxford University Press, Oxford 2018.
- mit A. R. Krause: Synagogues in the Hellenistic and Roman Periods: New Finds, New Theories, New Methods (= Ioudaioi 11; in Zsarb. m. H. Löhr). Vandenhoeck & Ruprecht, Göttingen 2020.
- mit D. Schumann: Tosefta Studies: Manuscripts, Traditions, and Topics (= Münsteraner Judaistische Studien 27). LIT, Zürich 2021.